# Giuseppe Tranchina
Giuseppe Tranchina (Palermo, 7 settembre 1797 – Palermo, 9 luglio 1837) è stato un medico italiano.
Di umili origini, si laureò giovanissimo in medicina nel 1815 e successivamente in chirurgia nel 1828. Legò il suo nome alla messa a punto di un metodo di imbalsamazione dei cadaveri che non prevedeva eviscerazione, ma si basava sull'iniezione intravascolare di una soluzione di arsenico e sublimato corrosivo poco dopo il decesso, che permette di avere una mummificazione perfetta in circa 7 mesi. Tranchina prese spunto probabilmente da un'antica tecnica degli Egizi che utilizzavano preparati a base di arsenico, questo processo prese il nome di "metodo tranchiniano".
Grazie al notevole successo e all'interesse della classe medica, Tranchina nel 1835 pubblicò un libro in cui viene descritto dettagliatamente il metodo di imbalsamazione da lui ideato.
Fu insignito dell'Ordine dello Speron d'oro, mentre il re Ferdinando II di Borbone gli assegnò il posto di medico in seconda nell'Ospedale militare di Palermo.
Morì a Palermo nel 1837 durante l'epidemia di colera.